# 867 TCN
867 TCN là một năm trong lịch La Mã.